# London Underground 2009 Stock
De 2009 Tube Stock (Type 2009) is een treintype dat gebruikt wordt in de metro van Londen. Het wordt ingezet op de Victoria Line, een deep-level lijn. De 47 achtdelige treinstellen zijn tussen 2007 en 2011 gebouwd door Bombardier Transportation in Derby ter vervanging van de 1967 Tube Stock. Ze horen, net als de S Stock, tot Bombardier's Moviafamilie.

## Beschrijving
In 2011 en 2012 werd de Victoria Line gemoderniseerd. Onderdeel daarvan was de vervanging van de uit 1968 daterende treinstellen, met in vele opzichten betere prestaties dan hun voorgangers. Zo nam de totale reistijd op de Victoria Line met 16% af dankzij sneller optrekken (1,3 m/s2), sneller remmen en een hogere maximumsnelheid. Het moet mogelijk zijn om 43 treinen per uur te laten rijden, 6 meer dan voorheen. Op de Victoria Line hebben van begin af aan altijd automatisch bestuurde treinen gereden. Er is wel een bestuurder aanwezig, maar diens taak is normaal gesproken alleen het sluiten van de deuren, waarna de trein automatisch naar het volgende station rijdt. Doordat de treinen een verbeterde versie van ATO (automatic train operation) hebben, konden ze 3 meter langer worden (gelijk aan de perronlengte, zonder marge).
De treinstellen bestaan uit twee rug-aan-rug gekoppelde vierwagenstellen, die voor onderhoudsdoeleinden in Northumberland Depot ontkoppeld kunnen worden. Het zijn de eerste Londense metrostellen die goed toegankelijk zijn voor mensen met een beperking; er zijn bijvoorbeeld vier rolstoelplaatsen per treinstel. In de treinen zit een automatische omroep, die in de forenzen- of toeristenstand kan worden gezet.

## Galerij

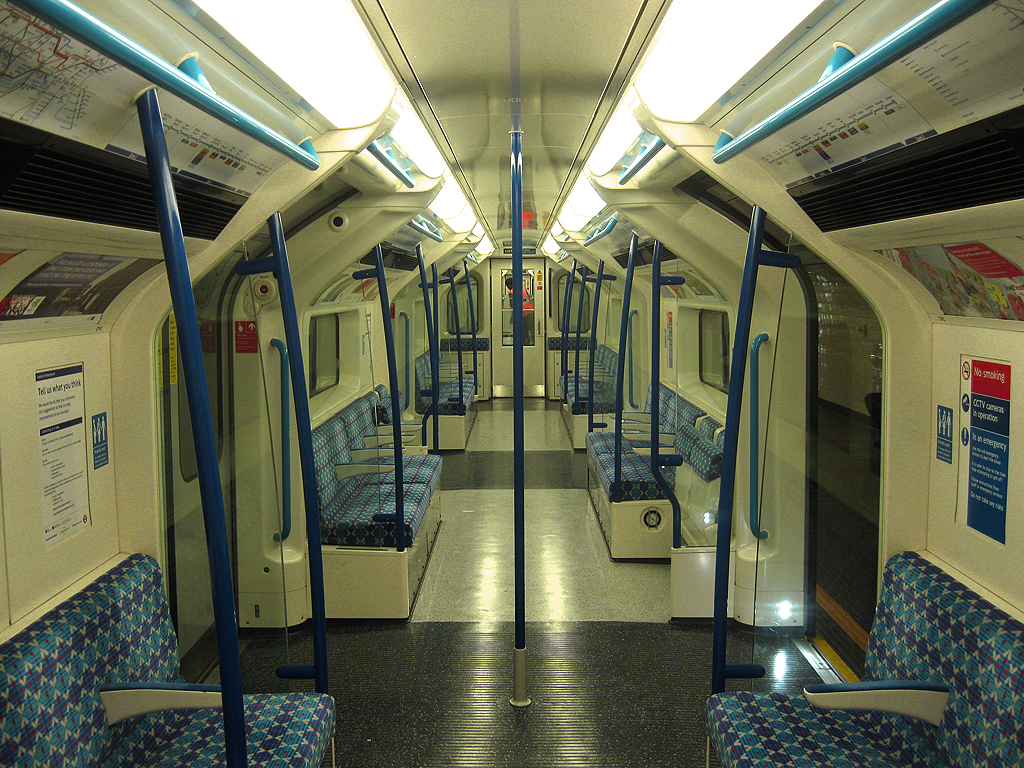
Interieur van een treinstel op station Brixton.
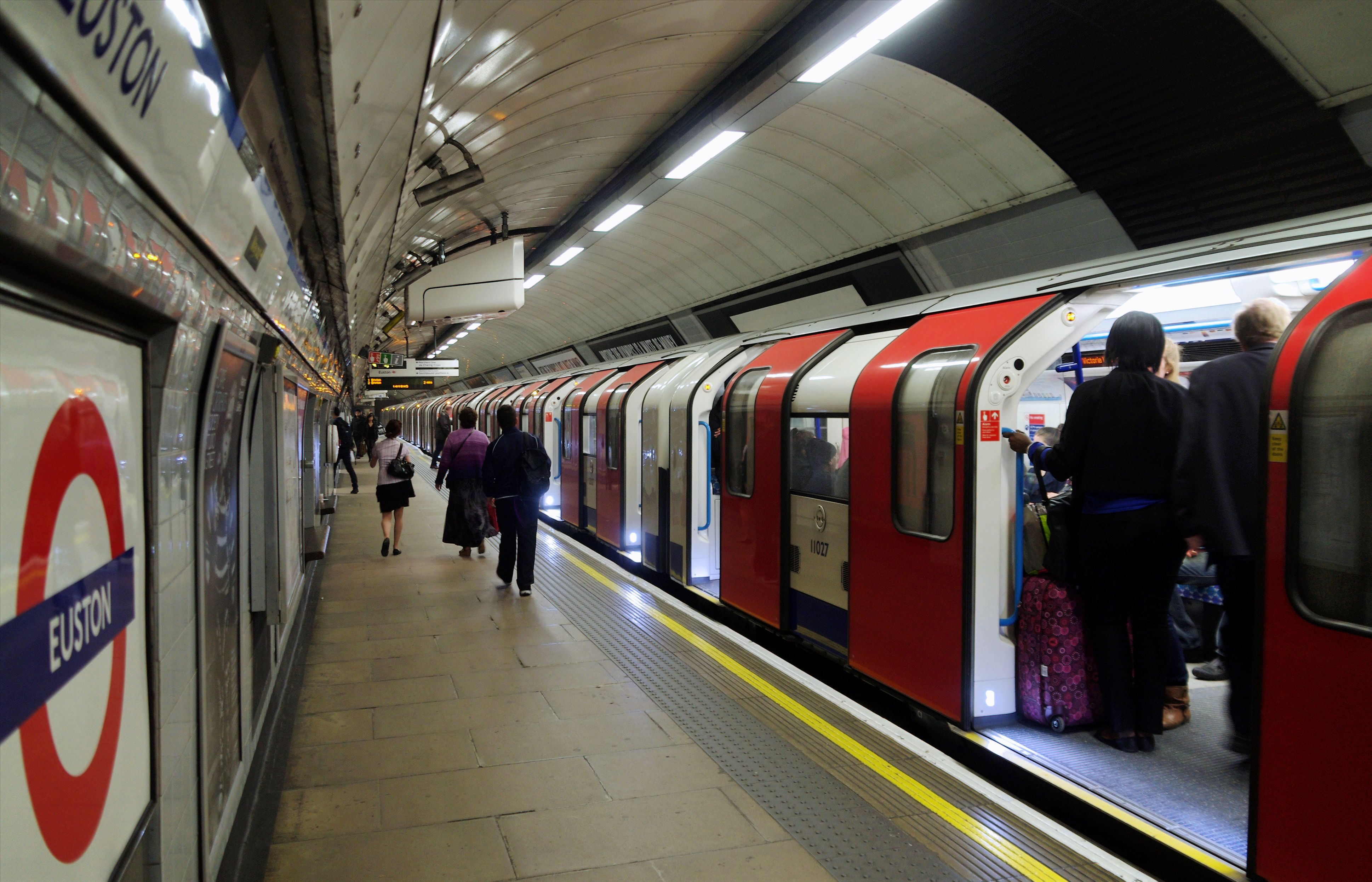
Exterieur van een rijtuig op station Euston.
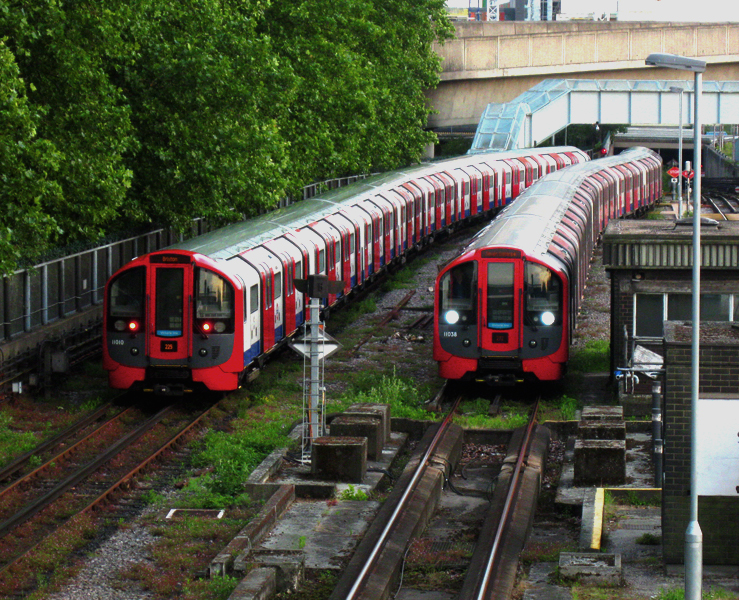
Treinstellen type 2009 in depot Northumberland Park.
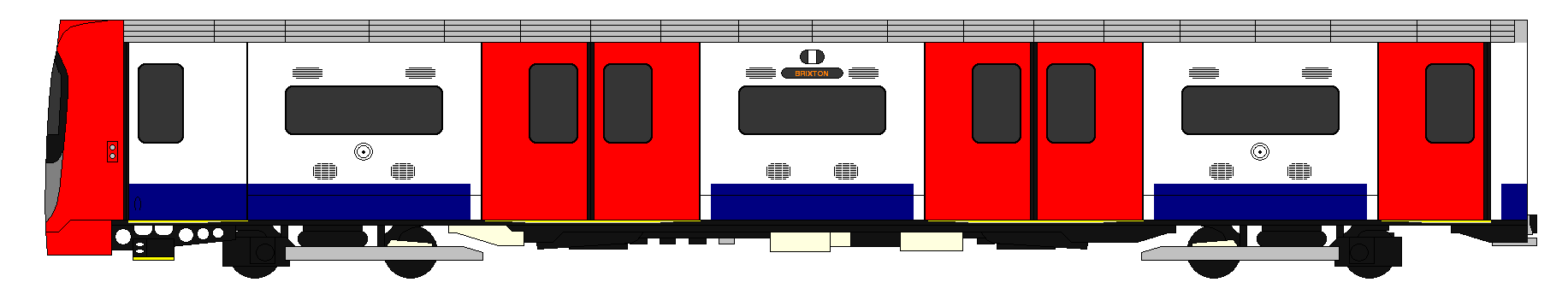
Een rijtuig type 2009.